# Hilarion Capucci

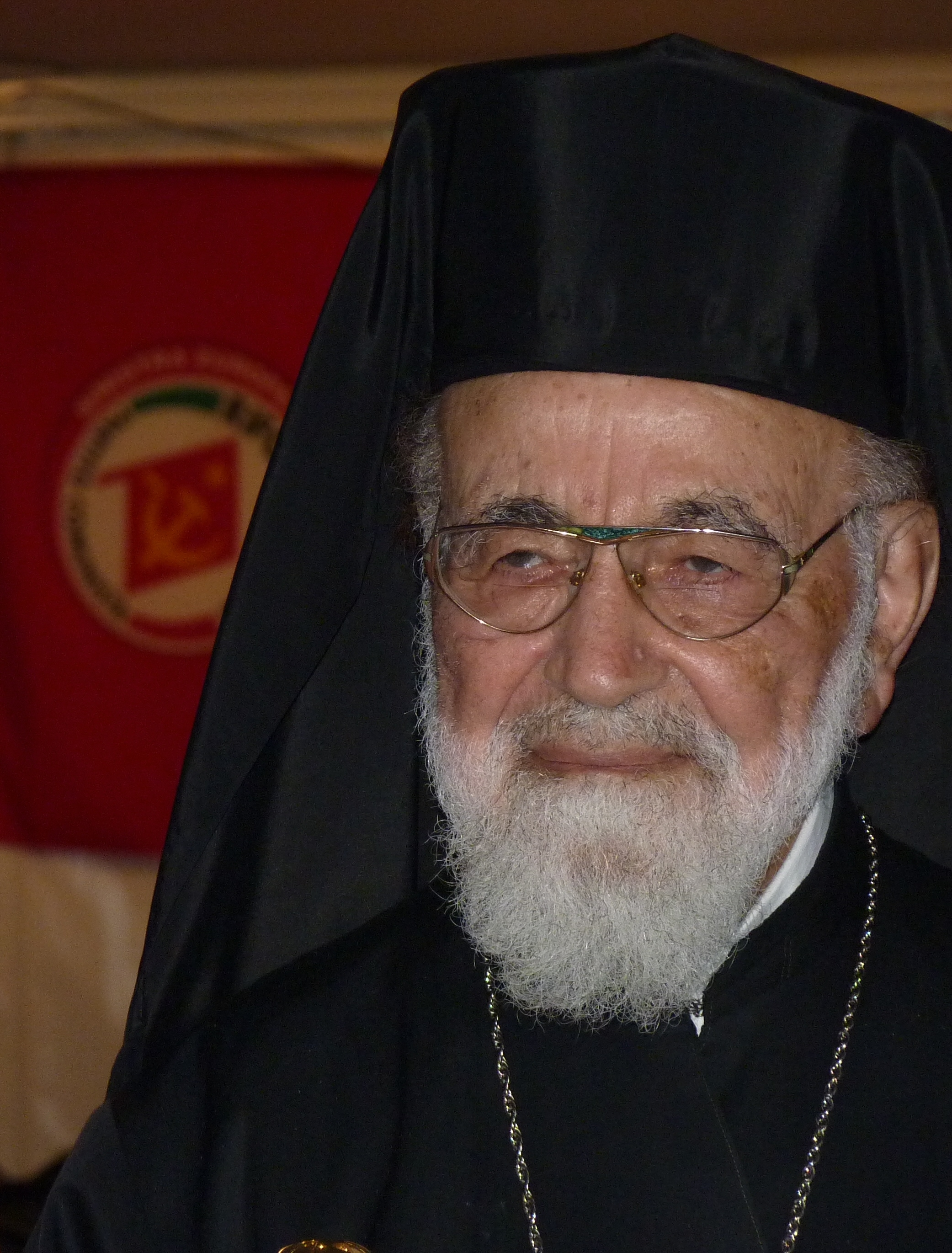
Hilarion Capucci (August 2012)

Hilarion Capucci BA oder Hilarion Kapudschi (* 2. März 1922 in Aleppo; † 1. Januar 2017 in Rom) war ein syrischer griechisch-katholischer Geistlicher, Theologe und politischer Aktivist. Er war Weihbischof des Melkitischen Patriarchats von Antiochien.

## Leben
Nach dem Studium der griechisch-katholischen Theologie und Liturgie in einem Priesterseminar wurde Capucci am 20. Juli 1947 zum Priester des Ordens der Basilianer von Aleppo geweiht. Nach fast zwei Jahrzehnten seelsorgerlicher Tätigkeit für melkitische Gläubige wurde er am 30. Juli 1965 zum Weihbischof des Melkitischen Patriarchats von Antiochien in Damaskus mit dem Titel eines Erzbischofs eingesetzt. Zugleich wurde er Patriarchalvikar in Jerusalem für den Patriarchen von Antiochia, womit ihm die Würde eines Titularerzbischofs der Melkiten von Caesarea in Palaestina dei Greco-Melkiti verliehen wurde. Am 5. September des gleichen Jahres spendete ihm Patriarch Maximos IV.  Sayegh die Bischofsweihe. Mitkonsekratoren waren Athanasios Toutoungi, Erzbischof von Aleppo, und Maximos Hakim, Erzbischof von Akka. Er wirkte in seiner Eigenschaft als Weihbischof als Patriarchalvikar, Patriarchalexarch und Protosynkellos in Jerusalem. Später bezeichnete er sich selber als Alt-Patriarch von Jerusalem.
Er nahm an der zweiten, dritten und vierten Sitzungsperiode des Zweiten Vatikanischen Konzils als Konzilsvater teil.

## Politische Aktionen
Capucci unterstützte das Drängen der Bewohner Palästinas auf einen eigenen Staat. Er argumentierte, dass die Solidarität von Christen mit ihren muslimischen Mitbürgern den drohenden Kampf der abrahamitischen Religionen, dies sind Judentum, Christentum und Islam, gegeneinander entschärfen könne, weil sie das gemeinsame hohe Gut der Gerechtigkeit verbinde.
Am 18. August 1974 wurde Capucci bei dem Versuch, Handfeuerwaffen und Sprengmittel zur Palästinensischen Befreiungsarmee in palästinensischem Gebiet zu schmuggeln, von israelischem Militär verhaftet und danach von einem Gericht zu einer zwölfjährigen Freiheitsstrafe verurteilt. Die Intervention des Heiligen Stuhls bewirkte, dass er drei Jahre später aus der Haft entlassen wurde.
In den 1980er Jahren wurde Capucci Mitglied der Christlichen Friedenskonferenz. Er arbeitete bei der VI. Allchristlichen Friedensversammlung 1985 in Prag mit und wurde in ihren Ausschuss zur Fortsetzung der Arbeit gewählt.
Capucci protestierte 2003 gegen den Irakkrieg und schrieb das Vorwort zu einem Buch des US-amerikanischen Marineoffiziers John Sharpe, in dem dieser zur Verurteilung des Irakkrieges aufrief.
Im Februar 2009 war Capucci an Bord eines libanesischen Schiffes, das Hilfsgüter für die Bevölkerung des Gazastreifens unter Umgehung der von Israel verhängten Seeblockade liefern sollte. Das Schiff wurde von der israelischen Marine aufgebracht und die Sendung beschlagnahmt.
Im Mai 2010 begleitete Capucci einen Schiffskonvoi der Free-Gaza-Bewegung, der von der israelischen Marine geentert wurde (Ship-to-Gaza-Zwischenfall). Capucci war an Bord des Schiffs Mavi Marmara, auf dem neun Menschen ums Leben kamen. Er wurde zunächst im Gefängnis von Beerscheba festgehalten und dann abgeschoben.